# Les Pays d'en haut
Pour les articles homonymes, voir Pays-d'en-Haut (homonymie).
Les Pays d'en haut est une série télévisée québécoise diffusée entre le 11 janvier 2016 et le 8 février 2021 sur ICI Radio-Canada Télé. Elle est également diffusée sur TV5 Monde, notamment en Europe, à partir du 7 mars 2017.
Il s'agit de la deuxième adaptation télévisuelle du roman Un homme et son péché de Claude-Henri Grignon après le feuilleton culte Les Belles Histoires des pays d'en haut, diffusé de 1956 à 1970. Il s'agit d'une version qui se veut plus actuelle et cinématographique que son prédécesseur. Elle met en scène certains personnages originaux du téléroman, qui n'apparaissaient pas dans le roman, tout en peignant un portrait plus réaliste de l'époque de la colonisation.

## Synopsis
L'action débute en 1886 et se déroule à Sainte-Adèle, avec comme toile de fond la colonisation des Laurentides et tout ce qui s'ensuit, dont la misère financière et alimentaire.
À 20 ans, Donalda est la plus belle fille de Sainte-Adèle. Cette jeune femme intelligente et dynamique est depuis toujours amoureuse d’Alexis, le draveur, l’aventurier bagarreur dont la vie est un orage perpétuel. Séraphin, lui aussi amoureux fou de Donalda, cherchera par tous les moyens à la faire sienne. Ce triangle amoureux où se mêle passion, chantage et manipulation demeure l’un des fondements de la série.
La trame se joue sur un fond constitué des multiples défis de la colonisation, les innombrables stratagèmes de Séraphin pour s’emparer du territoire et du pouvoir, les féroces combats du curé Antoine Labelle contre Séraphin, les papetières américaines, l’Église catholique et les aléas de la politique pour développer les chemins de fer et peupler le Nord de la province. Les destins imprévisibles qui se jouent à une époque charnière du Québec qui vivait aussi les débuts de la révolution industrielle viennent compléter la trame historique autour du trio passionnel formé des jeunes Séraphin, Donalda et Alexis.
Les histoires secondaires décrivent les vies du frère de Donalda, Bidou Laloge, alcoolique, menteur, manipulateur et joueur compulsif ; d'Arthur Buies, journaliste et pamphlétaire, grand ami du curé Labelle ; de Bill Wabo, Amérindien fidèle ami d'Alexis ; de Délima, la sœur de Séraphin ; du père Ovide, postier de la reine, huissier, maquignon et âme damnée de Séraphin. À ces personnages s'ajoutent le docteur Cyprien Marignon, Donatienne, Baby Mayfair, le jeune Siffleux et d’autres figures d'une vaste fresque historique où chacun joue son destin au cœur d'une nature hostile et sauvage.

## Un remake, des motivations
En 1956, Claude-Henri Grignon avait commencé à adapter Un homme et son péché pour la télévision avec l’ambition de raconter l'époque de la colonisation du Nord, mais la censure politique et religieuse l’ont rapidement obligé à concentrer son récit sur Séraphin et son avarice, et à édulcorer les mœurs de l’époque. Cette nouvelle version proposée par Gilles Desjardins (Musée Éden et Mensonges) retourne au sens profond des intentions et de l'œuvre de Grignon – romans, radio et téléroman – pour montrer la colonisation du Nord durant la seconde moitié du XIXe siècle.

## Distribution

### Personnages principaux
- Vincent Leclerc : Séraphin Poudrier, maire de Sainte-Adèle
- Sarah-Jeanne Labrosse : Donalda Laloge
- Maxime Le Flaguais : Alexis Labranche
- Antoine Bertrand : Antoine Labelle, curé

### Personnages secondaires
- Rémi-Pierre Paquin : Bidou Laloge
- Julie Le Breton : Délima Poudrier
- Paul Doucet : Arthur Buies, journaliste et avocat
- Julien Poulin : François-Xavier « Père » Laloge
- Michel Charette : Ovide Ruisselet
- Anne-Élisabeth Bossé : Caroline Malterre
- Claude Despins : Jos Malterre
- Fabien Cloutier : Oscar Labranche
- André Kasper : Siffleux
- Pierre Mailloux : marchand J.A. Lacour
- Roger Léger : Dr Cyprien Marignon, médecin
- Kim Despatis : Donatienne Marignon
- Alexis Lefebvre : Dr Jérôme Marignon, coroner et médecin légiste
- Madeleine Péloquin : Angélique Pothier-Marignon
- Romane Denis : Pâquerette Deschamps (saisons 2 à 5)
- Alexandre Landry : Todore Bouchonneau (saisons 3 à 6)
- Brigitte Lafleur : Georgianna Bouchonneau (saisons 3 à 6)
- Charlotte Aubin : Aurélie Bouchonneau (saisons 4 à 6)
- Marie-Ève Milot : Rosa-Rose Ducresson
- Fred-Éric Salvail : Joseph-Benjamin Ducresson (saisons 1 à 2)
- Jacques Allard : notaire Romain Lepotiron
- Gaston Lepage : Évangéliste Poudrier (saison 1)
- Florence Longpré : Nanette Laloge (saisons 2 à 4)
- Mylène St-Sauveur : Artémise (saison 4 à 6)
- Sonia Vachon : Victorine Lirette (saisons 2 à 6)
- Martin Dubreuil : Basile Fourchu (saisons 2 à 4)
- Mario Jean : Pit Caribou
- Roc LaFortune : Jambe-de-bois
- Luc Senay : Anthime Chevron (saisons 2 à 6)
- Marco Collin : Bill Wabo
- Josée Beaulieu : Angélique « Madame Curé » Labelle
- Mélissa Dion Des Landes : « La Scole », épouse de Basile Fourchu[4] (saisons 2 et 3)
- Pascal Rollin : Mgr Édouard-Charles Fabre
- Bruno Verdoni : Bob Ward (saisons 2 et 4)
- David La Haye : curé Caron[5] (saisons 5 et 6)
- Mélanie Pilon : Dre Miller (saison 6)
- David Boutin : Pat Pessel (saison 6)
- Marc Beaupré : Napoléon Pagé (saison 4)

### Personnages récurrents
- Amélie Grenier : Gladys « Baby » Mayfair
- Bobby Beshro : Grand Méo
- Jean-François Casabonne : Quêteux
- Jean Maheux : Honoré Mercier
- Jean-François Porlier : Mac Caskill
- Paul Savoie : juge Lacasse
- Luc-Martial Dagenais : curé Raudin
- Roberto Mei : Gros Zeff Picotte
- Matt Holland : M. Beemer
- Jean-Robert Bourdage : Grand William
- Sylvio Archambault : Joséphat Destreille
- William St-Louis : Laennec
- Brian Wright : Elfesen
- Olivier Aubin : M. Lefebvre
- Maxime Morin : Lisa
- Jonathan Deveau : bûcheron
- Sylvain Castonguay : policier
- Jean Latreille : policier
- Karl Poirier-Peterson : inspecteur
- Bill Rowat : douanier
- Mathieu Jacques : douanier
- Clément Sasseville : médecin
- Xavier Gaudreau-Poulin : enfant de chœur
- Jean-François Paradis : gardien

## Tournage
La série est tournée en lieux intérieurs et extérieurs (lieux réels) ainsi qu'en studio. Une partie du tournage a eu lieu sur un village privé situé à Rawdon ayant appartenu à Earle Charles Moore.

## Fiche technique
- Auteur : Gilles Desjardins, basé sur un roman de Claude-Henri Grignon.
- Réalisateurs : Sylvain Archambault (saison 1 à 3), Yan Lanouette Turgeon (saison 4)[7], Yan England (saison 5)[8]
- Producteur : François Rozon et Sophie Deschênes
- Société de production : Encore Télévision et Productions Sovimage Inc.

## Épisodes

### Première saison (2016)
La première saison a été diffusée en dix épisodes, du lundi 11 janvier 2016 au 14 mars 2016 sur ICI Radio-Canada Télé.

#### Cotes d'écoute
Le pilote, soit le 1er épisode, a été l'épisode le plus regardé, avec 1 854 000 téléspectateurs. Le 7e épisode, diffusé le 22 février, a été le moins écouté de la saison, avec 1 459 000 téléspectateurs.
| №  | Première diffusion | Cotes d'écoute  | Cotes d'écoute | Rang semaine |
| -- | ------------------ | --------------- | -------------- | ------------ |
| 1  | 11 janvier 2016    | en stagnation   | 1 854 000      | 4e           |
| 2  | 18 janvier 2016    | en diminution   | 1 729 000      | 4e           |
| 3  | 25 janvier 2016    | en diminution   | 1 504 000      | 4e           |
| 4  | 1er février 2016   | en augmentation | 1 519 000      | 4e           |
| 5  | 8 février 2016     | en augmentation | 1 567 000      | 4e           |
| 6  | 15 février 2016    | en diminution   | 1 492 000      | 5e           |
| 7  | 22 février 2016    | en diminution   | 1 459 000      | 5e           |
| 8  | 29 février 2016    | en augmentation | 1 532 000      | 5e           |
| 9  | 7 mars 2016        | en augmentation | 1 605 000      | 4e           |
| 10 | 14 mars 2016       | en augmentation | 1 687 000      | 4e           |

### Deuxième saison (2017)
La deuxième saison a été diffusée en dix épisodes, du 16 janvier 2017 au 20 mars 2017 sur ICI Radio-Canada Télé.

#### Cotes d'écoute
Le 8e épisode, diffusé le 6 mars, a été l'épisode le plus regardé, avec 1 375 000 téléspectateurs. Le 6e épisode, diffusé le 20 février, a été le moins écouté de la saison, avec 1 200 000 téléspectateurs.
| №  | Première diffusion | Cotes d'écoute  | Cotes d'écoute | Rang semaine |
| -- | ------------------ | --------------- | -------------- | ------------ |
| 1  | 16 janvier 2017    | en diminution   | 1 350 000      | 5e           |
| 2  | 23 janvier 2017    | en augmentation | 1 362 000      | 4e           |
| 3  | 30 janvier 2017    | en diminution   | 1 205 000      | 4e           |
| 4  | 6 février 2017     | en augmentation | 1 281 000      | 5e           |
| 5  | 13 février 2017    | en diminution   | 1 233 000      | 5e           |
| 6  | 20 février 2017    | en diminution   | 1 200 000      | 5e           |
| 7  | 27 février 2017    | en augmentation | 1 231 000      | 6e           |
| 8  | 6 mars 2017        | en augmentation | 1 375 000      | 3e           |
| 9  | 13 mars 2017       | en diminution   | 1 252 000      | 6e           |
| 10 | 20 mars 2017       | en augmentation | 1 338 000      | 3e           |

### Troisième saison (2018)
La troisième saison a été diffusée en dix épisodes, du 8 janvier au 26 mars 2018 sur ICI Radio-Canada Télé.

#### Cotes d'écoute
La troisième saison a connu une nouvelle chute d'audimat. La diffusion a été interrompue par les Jeux olympiques d'hiver de 2018 dont ICI Radio-Canada Télé était le diffuseur officiel.
| №  | Première diffusion | Cotes d'écoute  | Cotes d'écoute | Rang semaine |
| -- | ------------------ | --------------- | -------------- | ------------ |
| 1  | 8 janvier 2018     | en diminution   | 1 072 000      | 11e          |
| 2  | 15 janvier 2018    | en diminution   | 993 000        | 15e          |
| 3  | 22 janvier 2018    | en augmentation | 1 077 000      | 9e           |
| 4  | 29 janvier 2018    | en augmentation | 1 082 000      | 7e           |
| 5  | 5 février 2018     | en diminution   | 983 000        | 12e          |
| 6  | 26 février 2018    | en diminution   | 972 000        | 11e          |
| 7  | 5 mars 2018        | en augmentation | 986 000        | 13e          |
| 8  | 12 mars 2018       | en augmentation | 1 090 000      | 8e           |
| 9  | 19 mars 2018       | en augmentation | 1 179 000      | 6e           |
| 10 | 26 mars 2018       | en augmentation | 1 183 000      | 5e           |

### Quatrième saison (Hiver 2019)
La quatrième saison a été diffusée du 7 janvier 2019 au 11 mars 2019.

#### Cotes d'écoute
La quatrième saison a connu une stabilisation autour de 1 100 000 téléspectateurs.
| №  | Première diffusion | Cotes d'écoute  | Cotes d'écoute | Rang semaine |
| -- | ------------------ | --------------- | -------------- | ------------ |
| 1  | 7 janvier 2019     | en augmentation | 1 044 000      | 12e          |
| 2  | 14 janvier 2019    | en augmentation | 1 166 000      | 5e           |
| 3  | 21 janvier 2019    | en augmentation | 1 183 000      | 4e           |
| 4  | 28 janvier 2019    | en augmentation | 1 266 000      | 3e           |
| 5  | 4 février 2019     | en diminution   | 1 228 000      | 4e           |
| 6  | 11 février 2019    | en diminution   | 1 192 000      | 5e           |
| 7  | 18 février 2019    | en diminution   | 1 143 000      | 5e           |
| 8  | 25 février 2019    | en diminution   | 1 137 000      | 5e           |
| 9  | 4 mars 2019        | en augmentation | 1 203 000      | 5e           |
| 10 | 11 mars 2019       | en diminution   | 1 157 000      | 7e           |

### Cinquième saison (Automne 2019-Hiver 2020)
La cinquième saison, qui ne compte que six épisodes, est mise en ligne le 12 décembre 2019 aux abonnés de ICI TOU.TV Extra, puis diffusée à la télévision du 6 janvier 2020 au 10 février 2020 sur ICI Radio-Canada Télé.

#### Cotes d'écoute
| № | Première diffusion | Cotes d'écoute  | Cotes d'écoute | Rang semaine |
| - | ------------------ | --------------- | -------------- | ------------ |
| 1 | 6 janvier 2020     | en diminution   | 1 015 000      | 17e          |
| 2 | 13 janvier 2020    | en augmentation | 1 052 000      | 12e          |
| 3 | 20 janvier 2020    | en augmentation | 1 060 000      | 10e          |
| 4 | 27 janvier 2020    | en diminution   | 1 005 000      | 13e          |
| 5 | 3 février 2020     | en augmentation | 1 095 000      | 10e          |
| 6 | 10 février 2020    | en augmentation | 1 111 000      | 10e          |

### Sixième saison (Automne 2020-Hiver 2021)
Le 2 octobre 2019, ICI Radio-Canada a annoncé en primeur que, contrairement à ce qui était prévu, la cinquième saison ne serait pas la dernière et que le tournage d'une sixième saison était en préparation. Tout comme la précédente, cette nouvelle saison comptera 6 épisodes. Elle est disponible sur ICI TOU.TV Extra depuis le 17 décembre 2020 et diffusé à la télévision depuis le 4 janvier 2021.

#### Cotes d'écoute
| № | Première diffusion | Cotes d'écoute  | Cotes d'écoute | Rang semaine |
| - | ------------------ | --------------- | -------------- | ------------ |
| 1 | 4 janvier 2021     | en augmentation | 1 262 000      | 4e           |
| 2 | 11 janvier 2021    | en diminution   | 1 222 000      | 3e           |
| 3 | 18 janvier 2021    | en augmentation | 1 241 000      | 5e           |
| 4 | 25 janvier 2021    | en augmentation | 1 273 000      | 5e           |
| 5 | 1er février 2021   | en diminution   | 1 186 000      | 6e           |
| 6 | 8 février 2021     | en augmentation | 1 369 000      | 4e           |